# Lise Roos
Lise Roos (født 10. februar 1941 på Frederiksberg, død 24. august 1997 i København) var en dansk filminstruktør.
Roos, der var datter af filminstruktøren Karl Roos, blev uddannet pædagog og arbejdede i flere år med psykisk syge børn på Glostrup Hospital. I 1963 fik hun dog smag for filmens univers, da hun sammen med instruktøren Franz Ernst og en gruppe forfattere, der bl.a. talte Inger Christensen og Poul Borum dannede Surpriseteatret. Lise Roos debuterede med dokumentarfilmen Sofus i 1968, som hun både skrev og instruerede. Hun lavede også kortfilm. Senere kom trilogien om Stine, hvor hun fulgte Stine Sylvester gennem 11 år. Gennem sin knap 30 år lange karriere stod Roos bag mange film, som ofte skabte debat i samtiden. I en af Roos' sidste produktioner, Frikvarteret, der blev sendt på TV 2, portrætterede hun eleverne på Falkonergårdens Gymnasium på Frederiksberg og disses liv i og udenfor skolen. Ved siden af filmproduktionen var hun en overgang tv-anmelder ved Dagbladet Information.
Lise Roos var gift med instruktøren Sune Lund-Sørensen. Hun er begravet på Holmens Kirkegård i København.

## Filmografi
- Trommen (1968)
- Hej Stine! (1970)
- Kan vi være dette bekendt (1972)
- I din fars lomme (1973)
- 3 uger med film i 6. klasse (1978)
- Det er mit liv (1978)
- Sådan er jeg osse (1980)
- Kan man klippe i vand? (1983)
- Retshjælpen i over 100 år (1989)
- Strudsen (1992)
- Familien Danmark (tv-serie, 1994)
- Frikvarteret (tv-serie, 1995)
- Mit land - og dit (1997)